# North European Volleyball Zonal Association
North European Volleyball Zonal Association (NEVZA) är en av sex zonorganisationer inom Confédération Européenne de Volleyball (volleybollförbundet för Europa). Organisationen bildades 2002 och har sitt säte i Helsingfors, Finland.  Organisationen organiserar klubbturneringen NEVZA Volleyball Club Championships (damer och herrar) samt landskampsturneringar i volleyboll på juniornivå (U19 dam och herr samt U17 flickor och pojkar). Den organiserar också landskampsturneringar i beachvolley både på senior- och juniornivå.

## Medlemmar[2]
- Danmark (dam, herr)
- England (dam, herr)
- Finland (dam, herr)
- Färöarna (dam, herr)
- Grönland (dam, herr)
- Island (dam, herr)
- Norge (dam, herr)
- Sverige (dam, herr)